# Самоа на летних Олимпийских играх 1996
Самоа принимала участие в Летних Олимпийских играх 1996 года в Атланте (США) в четвёртый раз за свою историю, но не завоевала ни одной медали. Страну представляли 4 мужчины и 1 женщина, принимавшие участие в соревнованиях по боксу, лёгкой и тяжёлой атлетике.

## Бокс
Спортсменов — 2
| Спортсмен    | Категория | 1/16 финала            | 1/8 финала           | Четвертьфинал        | Полуфинал            | Финал                |
| Спортсмен    | Категория | Соперник и результат   | Соперник и результат | Соперник и результат | Соперник и результат | Соперник и результат |
| ------------ | --------- | ---------------------- | -------------------- | -------------------- | -------------------- | -------------------- |
| Боб Гасио    | 75 кг     | Жозе Родригеш Пор 4:11 | Не прошёл            | Не прошёл            | Не прошёл            | Не прошёл            |
| Сэмуэль Лиуи | 81 кг     | Сёнг Ба Ли Пор 0:14    | Не прошёл            | Не прошёл            | Не прошёл            | Не прошёл            |

## Лёгкая атлетика
Спортсменов — 2

### Мужчины
| Спортсмен | Вид           | Квалификация | Квалификация | Финал     | Финал     |
| Спортсмен | Вид           | Результат    | Место        | Результат | Место     |
| --------- | ------------- | ------------ | ------------ | --------- | --------- |
| Крис Мене | Метание диска | 51,28        | 39           | Не прошёл | Не прошёл |

### Женщины
| Спортсмен    | Вид           | Квалификация | Квалификация | Финал     | Финал     |
| Спортсмен    | Вид           | Результат    | Место        | Результат | Место     |
| ------------ | ------------- | ------------ | ------------ | --------- | --------- |
| Илоаи Суаниу | Метание копья | 38,08        | 32           | Не прошла | Не прошла |

## Тяжёлая атлетика
Спортсменов — 1
| Спортсмен   | Категория | Масса | Рывок | Рывок | Рывок | Толчок | Толчок | Толчок | Всего | Место |
| Спортсмен   | Категория | Масса | 1     | 2     | 3     | 1      | 2      | 3      | Всего | Место |
| ----------- | --------- | ----- | ----- | ----- | ----- | ------ | ------ | ------ | ----- | ----- |
| Офиса Офиса | 76 кг     | 75,87 | 120   | 127.5 | 132.5 | 160    | 167.5  | 167.5  | 287.5 | 18    |